# Índex reticulocitari
L'índex reticulocitari (o índex reticulocitari corregit o índex de producció de reticulòcits o reticulòcits corregits) és un valor calculat utilitzat en el diagnòstic de l'anèmia. Aquest càlcul és necessari perquè el recompte de reticulòcits pot induir a error en pacients anèmics. El problema sorgeix perquè el recompte de reticulòcits en realitat no és un recompte, sinó un percentatge sobre el nombre de glòbuls vermells. Això podria induir a errors, ja que pot trobar-se un percentatge elevat per un increment del seu nombre real o per un descens de les hematies madurs.

## Càlcul
El mètode més emprat és:
{\displaystyle IdxRetic=Retic*{Htc \over HtcNormal}}
On: Idx Retic = índex reticulocitari; Retic = reticulòcits en % i Htc = hematòcrit (en el numerador el del pacient i en el denominador, com aproximació, un hematòcrit normal en un home és de 46 i en una dona de 40).

## Interpretació
L'índex de reticulòcits (IR) ha d'estar entre 1.0 i 2.0 per a un individu sa.
- IR < 1 amb anèmia indica disminució en la producció de reticulòcits i els glòbuls vermells.[2]
- IR > 2 amb anèmia indica pèrdua de glòbuls vermells (destrucció, sagnat, etc.) que condueixen a una major producció de compensació de reticulòcits per reemplaçar la sang perduda.[2]